# Ганьон, Марк-Антуан
Марк-Антуан Ганьо́н (фр. Marc-Antoine Gagnon; род. 6 марта 1991) — канадский фристайлист, специализирующийся в могуле. Призёр чемпионата мира, участник Олимпийских игр.

## Карьера
В международных стартах под эгидой FIS Марк-Антуан Ганьон дебютировал в 2005 году. Долгое время выступал на местных стартах, а также в рамках континентального североамериканского кубка. 
В Кубке мира дебютировал в январе 2011 года на домашнем этапе в Монт Габриэле, где занял девятое место в параллельном могуле. В конце того же сезона впервые попал на кубковый подиум, став третьим в параллельном могуле во французском Межеве. 
В 2013 году дебютировал на чемпионате мира в Норвегии, однако не смог побороться на медали, заняв в могуле и параллельном могуле места в середине второго десятка. 
За месяц до Олимпиады в Сочи Ганьон впервые попал на подиум этапа Кубка мира в классическом могуле, заняв третье место в Дир Вэлли. В Сочи канадец был одним из главных претендентов на медали. В первом финале он был четвёртым, во втором и вовсе занял второе место, уступив только товарищу по команде Микаэлю Кингсбери. В решающем третьем финале канадец занял четвёртое место, уступив в борьбе за бронзу 0,99 балла Александру Смышляеву.
На чемпионате мира 2015 года в Крайшберге остался без медали в могуле (5-е место), а в параллельном могуле стал третьим, завоевав бронзу. Также по окончании сезона Ганьон стал чемпионом Канады в параллельной дисциплине и вице-чемпионом в классическом могуле.